# Vetrinjski dvor

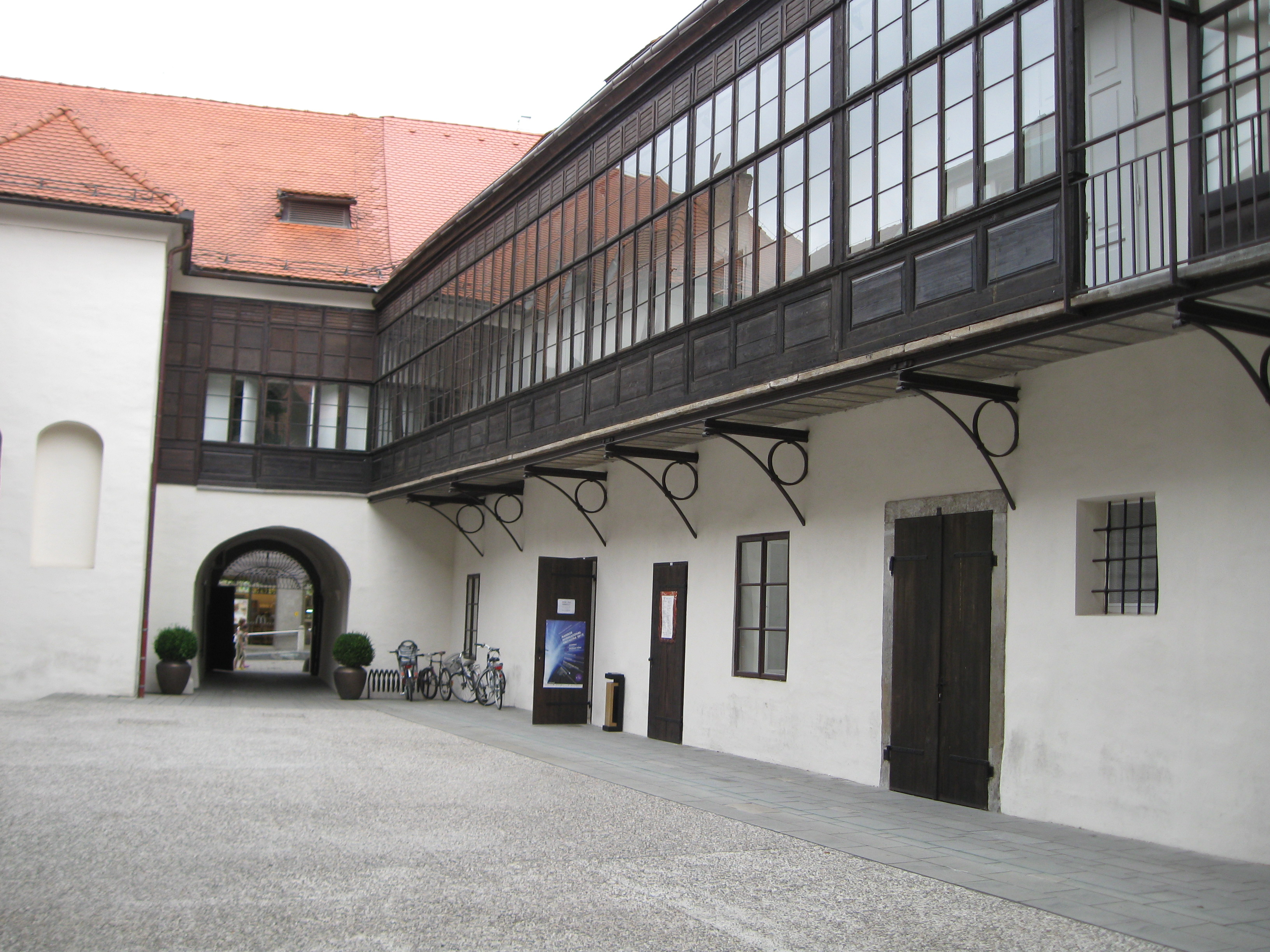
Innenhof des Vetrinjski dvor, 2011

Vetrinjski dvor (slowenisch für Viktringhof) ist der Name eines ursprünglich aus dem 14. Jahrhundert stammenden Stadtpalais im Bezirk Center der slowenischen Stadtgemeinde Maribor. Das Anwesen liegt in der nach ihm benannten Vetrinjska ulica (Viktringhofgasse), Haus Nr. 30, und ist heute ein Veranstaltungsort des Kulturzentrums Narodni dom Maribor.

## Geschichte
Vetrinjski dvor (Viktringer Hof), auch bekannt als Oreški dvor (Orešje-Hof), der sich innerhalb der Stadtmauer von Maribor befand, wird erstmals um 1222 in Quellen erwähnt. Bis 1709 war das Anwesen im Besitz des Zisterzienserklosters Viktring bei Klagenfurt in Kärnten. Das Gebäude wurde zum bürgerlichen und wirtschaftlichen Zentrum des Klosterbesitzes in der Stadt, seinem Umland und der gesamten Steiermark sowie zu einem Handelsposten. Darüber hinaus wurde es auch als Weinkeller und Getreidespeicher genutzt. 
Im Jahr 1709 war der Hof im Besitz von Adelsfamilien, unter anderem der Familie Breuner-Rabatta. Nach 1820 gehörte es der Familie Nasko, nach der das Anwesen auch Nasko dvorec (Nasko-Herrenhaus) benannt wurde. Nach dem Zweiten Weltkrieg wurden die südliche Hälfte des Hauptgebäudes und der gesamte Südflügel für die Bedürfnisse einer Gaststätte umgestaltet.
Der Name Vetrinjski dvor wurde oftmals auch für den Salzburški dvor (Vetrinjska ulica 16, Ecke Ob jarku) verwendet, da dieses Anwesen auch einmal dem Kloster Viktring gehörte.